# Eugenic Death
Eugenic Death ist eine US-amerikanische Thrash-Metal-Band aus Greensboro, North Carolina, die im Jahr 2010 gegründet wurde.

## Geschichte
Die Band wurde gegen Ende des Jahres 2010 von Gitarrist Jonathan McCanless gegründet. Als Sänger kam Keith Davis zur Band, mit dem McCanless bereits zuvor in einer Band gespielt hatte. Ein weiteres Mitglied dieser Band, Shane Lucas, kam kurze Zeit später als Bassist zur Band, während Ian Pasquini das Schlagzeug spielte. Nachdem sie die ersten Lieder entwickelt hatten, erschien im Jahr 2011 das Demo The Devil Waits. Nachdem die Band einen Vertrag bei Heaven and Hell Records unterzeichnet hatte, folgte hierüber im Jahr 2012 das Debütalbum Crimes Against Humanity.

## Stil
Auf ihrem Facebook-Profil beschreibt die Band den Gesang von Keith Davis, Chuck Billy von Testament und Max Cavalera von Sepultura. Bassist Lucas wurde stark von Steve Harris (Iron Maiden) beeinflusst, während für Schlagzeuger Pasquini Bands wie Mastodon, Slayer und Dying Fetus als Haupteinflüsse angegeben werden. Klanglich vergleicht sich die Band mit Gruppen wie Onslaught, Demolition Hammer und Bands aus der San Francisco Bay Area. Darly Soar von metaltalk.net verglich das Spiel der E-Gitarre mit dem von Exodus, während der Gesang eine Mischung aus Testaments Chuck Billy und Tom Araya (Slayer) sei.

## Diskografie
- The Devil Waits (Demo, 2011, Eigenveröffentlichung)
- Crimes Against Humanity (Album, 2012, Heaven and Hell Records)